# Sparks (hudební skupina)
Sparks je americká popová a rocková skupina, kterou založili v roce 1972 bratři Ron Mael (klávesy) a Russell Mael (zpěv), přejmenováním skupiny Halfnelson založené v roce 1968.

## Diskografie

### Studiová alba
- Halfnelson (1971, reedice jako Sparks, 1972)
- A Woofer in Tweeter's Clothing (1972)
- Kimono My House (1974)
- Propaganda (1974)
- Indiscreet (1975)
- Big Beat (1976)
- Introducing Sparks (1977)
- No. 1 in Heaven (1979)
- Terminal Jive (1980)
- Whomp That Sucker (1981)
- Angst in My Pants (1982)
- In Outer Space (1983)
- Pulling Rabbits Out of a Hat (1984)
- Music That You Can Dance To (1986)
- Interior Design (1988)
- Gratuitous Sax & Senseless Violins (1994)
- Plagiarism (1997)
- Balls (2000)
- Lil' Beethoven (2002)
- Hello Young Lovers (2006)
- Exotic Creatures of the Deep (2008)
- The Seduction of Ingmar Bergman (2009)
- Hippopotamus (2017)
- A Steady Drip, Drip, Drip (2020)
- The Girl Is Crying in Her Latte (2023)